# Jump for Joy
Jump for Joy è il nono album di Julian Cannonball Adderley, pubblicato dalla EmArcy Records nel 1958.

## Descrizione
Nel 1995 la Mercury Records riunì su un unico CD gli album Julian Cannonball Adderley and Strings e Jump for Joy.

## Tracce
Lato A
1. Two Left Feet – 3:38 (Paul Francis Webster, Hal Borne)
2. Just Squeeze Me (But Don't Tease Me) – 3:15 (Edward Kennedy, Duke Ellington, Lee Gaines)
3. I Got It Bad (And That Ain't Good) – 2:35 (Duke Ellington, Paul Francis Webster)
4. Nothin' – 4:32 (Sid Kuller, Ray Golden, Hal Borne)
5. Jump for Joy – 3:32 (Duke Ellington, Sid Kuller, Paul Francis Webster)

Durata totale: 17:32
Lato B
1. Bli-Blip – 3:48 (Duke Ellington, Sid Kuller)
2. Chocolate Shake – 2:40 (Duke Ellington, Paul Francis Webster)
3. If Life Were All Peaches and Cream – 5:12 (Hal Borne, Paul Francis Webster)
4. Brown-skin Gal (In the Calico Gown) – 2:47 (Duke Ellington, Paul Francis Webster)
5. The Tune of the Hickory Stick – 3:24 (Paul Francis Webster, Hal Borne)

Durata totale: 17:51

## Musicisti
Cannonball Adderley Sextet with Bill Russo Orchestra
- Julian Cannonball Adderley - sassofono alto
- Bill Evans - pianoforte
- Emmett Berry - tromba
- Barry Galbraith - chitarra
- Milt Hinton - contrabbasso
- Jimmy Cobb - batteria
- Bill Russo - direttore d'orchestra, arrangiamenti
- Richard Hayman - arrangiamenti
- George Ricci - violoncello
- Leo Kruczek - violino
- Gene Orloff - violino
- Dave Schwartz - viola